# Tamasesia marplesi
Tamasesia marplesi är en spindelart som beskrevs av Brignoli 1980. Tamasesia marplesi ingår i släktet Tamasesia och familjen Mysmenidae.
Artens utbredningsområde är Nya Kaledonien. Inga underarter finns listade i Catalogue of Life.